# Brutal death metal
Il brutal death metal, talvolta semplificato in brutal, è un sottogenere estremo del death metal reso celebre, tra gli altri, da gruppi come Suffocation e Cannibal Corpse.

## Caratteristiche
Il genere nacque alla fine degli anni ottanta quando alcuni gruppi di death-thrash aggiunsero al loro sound influenze grindcore e un cantato growl di una violenza fino ad allora mai sentita. Il sound è caratterizzato da chitarre fortemente distorte con accordature ampiamente ribassate, un ruolo preminente dei bassi nella produzione sonora, groove molto rapidi ed essenziali, generalmente basati su variazioni del blast beat. Si distingue dal death "classico" per le alte velocità di esecuzione, andando spesso sopra i 200 bpm, e dal technical death metal poiché, nonostante il forte contenuto tecnico, spesso sono assenti i numerosi cambi di tempo presenti in quest'ultimo sottogenere. La voce è generalmente gutturale di tonalità molto bassa con rari momenti di scream, che contribuisce all'incomprensibilità dei testi, i quali richiamano spesso argomenti sanguinosi o truculenti, anche se nel caso di alcuni gruppi possono comparire anche tematiche comuni al death metal classico come l'anticristianesimo, l'occultismo, la guerra, la violenza e la morte.
I Cannibal Corpse rappresentano l'esempio più fulgido del brutal death metal. La loro fama e il loro status di gruppo di "culto" ha permesso loro di ottenere discreta notorietà anche al di fuori del loro ambiente, conferendo visibilità ad un genere che ha tuttora le dimensioni di un fenomeno underground, data la difficoltà d'ascolto e la ricerca di un suono particolarmente estremo. Alcuni fan del genere non ritengono però i Cannibal Corpse appartenenti al brutal (o li ritengono tali solo per quanto riguarda i primi album) preferendo indicare come maestri del genere i Suffocation. Tra le colonne portanti del genere è infine necessario citare i canadesi Cryptopsy, che spinsero le potenzialità del brutal al limite, sia per quanto riguarda il batterismo velocissimo ed estremamente virtuoso di Flo Mounier, sia per quanto riguarda la prestazione vocale di Dan "Lord Worm" Greening (presente nei primi due album): un grugnito bassissimo, vetta estrema della tecnica del "grunt".

## Slam death metal
Lo slam death metal (indicato anche semplicemente come slam o come slam brutal death metal) è un sottogenere del brutal death metal che si concentra su un determinato stile di riff. Il genere ha avuto origine dalla scena death metal newyorkese degli anni 1990, incorporando elementi di hardcore newyorkese e di musica hip hop. A differenza di altri stili di death metal, non è generalmente incentrato su assoli di chitarra e blast beat; impiega invece ritmi mid-tempo, breakdown e riff palm-muted, oltre a ritmi vocali e di batteria ispirati all'hip hop. Quando vengono utilizzati i blast beat, si tratta spesso di blast tradizionali e di gravity blast usati solo come accenti. Anche le sincopi tra chitarra e batteria sono un punto focale.
Oltre al riffing più lento, lo slam death metal è caratterizzato da voci gutturali e da un suono di rullante "acuto e squillante". Il sottogenere "condivide alcuni dei rimbalzi e del groove del nu metal" e tende a evitare gli elementi sperimentali comuni al death metal delle origini.
Il riff del breakdown di "Liege of Inveracity" dei Suffocation (1991) è stato accreditato da Rolling Stone come il primo riff slam del death metal. La prima ondata di gruppi del genere è stata costituita da band newyorkesi come Internal Bleeding, Pyrexia e Afterbirth, con gruppi degni di nota provenienti da altri stati di questo periodo, tra cui Devourment e Cephalotripsy.